# 淳于伯
淳于伯（？—317年1月11日），表字及籍貫不詳，晉朝丞相督運令史。其事蹟史無詳載，但因其被處死一事出現異象，其事受當時及後世議論。

## 事件
建興四年（316年），漢趙軍隊攻陷長安，擄晉愍帝。同年消息傳到時為丞相，保有江南一隅的司馬睿所鎮之建康，司馬睿親率軍隊出屯郊外，移檄全國徵召兵馬，宣稱要刻日北伐。當時淳于伯於丞相府下任督運令史，被指督運物資有延誤及收受賄賂的罪行，丞相府決定以軍法將之處死。當時淳于伯的兒子申訴道：「督運之事已經完成，沒有延誤和缺乏之事，至於受賂相關行為罪不至死。用兵之事都是先揚聲，後來才做真實的，現在真實的是屯兵出戍，不是出征。而建興四年這年至今，都有漕運延誤和停滯的事，皆未有依軍法處罰。」不過這番申訴沒有得到受理，淳于伯在建興四年十二月丙寅日（317年1月11日）被處死。淳于伯受刑時鮮血濺到一旁的柱子上，但血液竟異常地向上流了兩丈三尺，跟著才變回向下流。當時人們看到如此異象都認為這表示淳于伯有冤情。
事件發生後，主理刑法事的丞相司直劉隗上奏表示淳于伯事件處刑失當，並重申淳于伯兒子的申訴，彈劾丞相從事中郎周莚、法曹參軍劉胤及法曹屬李匡免官。時任右將軍、揚州刺史的王導等亦上疏引咎辭職。不過司馬睿認為這是自己的罪過，沒有人被問責。

## 後來議論
據《晉書》記載，淳于伯被處死後即發生旱災，次年建武元年（317年）時揚州又發生旱災，大興元年（318年）六月時東晉也出現旱災，干寶認為這三年旱情是淳于伯冤死的冤氣造成。郭璞亦認為淳于伯此事與司馬睿的統治刑罰失當有關，認為這是上天對司馬睿的警示之一。
死時鮮血逆向上流之事在《南齊書》記載中亦發生在因恐懼被誅而被逼起兵的齊將陳顯達身上，這亦令人聯想到淳于伯事。
柏楊認為淳于伯確是冤死，血逆上流異象更顯此是人神共憤，認為委罪淳于伯並以軍法處死他正是司馬睿拒絕出兵北伐的下台階。